# Eusebio Salazar y Mazarredo
Eusebio Salazar y Mazarredo (Castro Urdiales, 9 de marzo de 1827 - Madrid, 19 de febrero de 1871) fue un diplomático, político y comerciante español que alcanzó notoriedad por su participación en los sucesos que desencadenaron la Guerra hispano-sudamericana (1864-1866).

## Familia
Su padre, José Marcelino, fue teniente de fragata de la Armada y se casó con la bilbaína Joaquina de Mazarredo Salazar y Gómez de la Torre, con la que tuvo cuatro hijos (Federica, Ramón, Liborio y Eusebio), todos nacidos en Castro Urdiales, siendo Eusebio el más pequeño. Uno de sus hermanos fue el militar progresista Ramón de Salazar, militar de carrera en el cuerpo de Artillería, aunque el personaje más famoso de su familia fue su primo, otro militar progresista, José Félix Allende-Salazar Mazarredo, amigo de Espartero y Prim que fue ministro de Marina y Fomento en el Bienio Progresista.

## Carrera
Eusebio se dedicó a la carrera diplomática, y en 1847 comenzó de agregado en la embajada española de Lisboa, siendo destinado posteriormente en Nápoles, Costa Rica y Nicaragua. De regreso a España inició su carrera política en 1857, siendo elegido diputado por el distrito de Laredo, oponiéndose a la mayor parte de las reformas del Bienio Progresista. Era partidario del centralismo y del aumento del ejército para recuperar el respeto de España en Europa.

## Guerra hispano-sudamericana
Investigador y especialista en los temas relacionados con la marina y el comercio, volvió a la carrera diplomática en 1863, permaneciendo en Estados Unidos, Bolivia y Perú. En EE. UU. estudió el servicio consular de ese país,: 119  y, según de Pedro de Novo y Colson, desde allí envió a España la falsa noticia de que las dos naves de la Comisión Científica del Pacífico habían encallado y se habían perdido en Baja California.: 130 
En Perú protagonizó una polémica acción con el apoyo de la flotilla del general Pinzón, como fue apoderarse de las islas guaneras de Chincha que sería el detonante de lo que sería la guerra hispano-sudamericana (1864-1866). 
Tras el incidente de Talambo, ocurrido en Perú mientras la Comisión científica del Pacífico recorría la costa oeste de América en cuatro naves de la Armada española, fue nombrado Comisario especial y extraordinario de la reina para la solución de las controversias que se habían acumulado entre ambas naciones desde la independencia peruana.
A Salazar le ha sido criticado la falta de tino, cuando respondió el 12 de abril al rechazo peruano a su título. St John lo expresa en los siguientes términos (citado por F. Novak):
Salazar y Mazarredo respondió a Ribeyro con una nota en tono arrogante... que distorsionó el espíritu y el contenido de la nota anterior. La respuesta contenía también una  extensiva y arbitraria revisión de las relaciones hispano-peruanas que expresaba puntos de vista parcializados y prejuiciosos sobre el rechazo de Merino y el incidente de Talambo.: 41 
En su respuesta, Salazar se explayó:
La América privó a España de libertad, de población, de industria y de agricultura. Sin la América tendría ahora la Península ibérica cuarenta millones de habitantes, tesoros cien veces más valiosos que todos los metales de México y del Perú y la brillante juventud hispanoamericana coadyudaría hoy con la española a la regeneración de una misma patria.: 41 
Frente al jefe de la escuadra en el Pacífico Luis Hernández-Pinzón Álvarez, Salazar y Mazarredo escondió la parte de las instrucciones recibidas que le encarecían conservar la paz y enviar la flota lo más rápidamente posible a Cuba donde se le necesitaba.: 168 
En una carta a Joaquín Francisco Pacheco escribió:: 187–188 
Si alguna vez he querido ser ministro, ha sido para reparar lo que la torpeza de esta gente, [los peruanos] coloca hoy en nuestras manos. Gibraltar ha sido siempre mi pesadilla desde niño. Por eso me dediqué a estudios sobre marina; por eso fui autor de la expedición al Pacífico; por eso contribuí el año pasado a que no retornase a España, y por eso vine a ver a Pinzón. Si dentro de algún tiempo ofreciéramos a los ingleses 15 o 20 millones de duros, por lo que hoy les sirve de poco, quién sabe si lo obtendríamos. Es de hombres de Estado ver las cosas de lejos, y he soñado con ser el Guisa pacífico del Calais español.
Tras la ocupación de las islas, abandonó rápidamente el Pacífico y acusó al gobierno peruano de intentar envenenarlo en el trayecto a Panamá, lo cual ha sido desmentido; sí fue perseguido por una turba en Panamá.: 205–208 

## Regreso a España
A su vuelta a España colaboró  con el diario La Época como experto en cuestiones militares y diplomáticas. Tras la revolución de 1868, regresó a la política y apoyó la candidatura de Leopoldo de Hohenzollern-Sigmaringen para el trono español. Llegó a escribir el libro ‘La cuestión dinástica’, donde además defendía la recuperación de Gibraltar por medios pacíficos y la unión de todo el territorio peninsular con la ansiada Unión Ibérica entre España y Portugal.